# Дворец правосудия (Париж)
Дворец правосудия (фр. Palais de Justice) — здание на острове Сите в I округе Парижа. Замыкает восточную оконечность  Площади Дофина. Ранее известно как Дворец Сите (фр. Palais de la Cité).

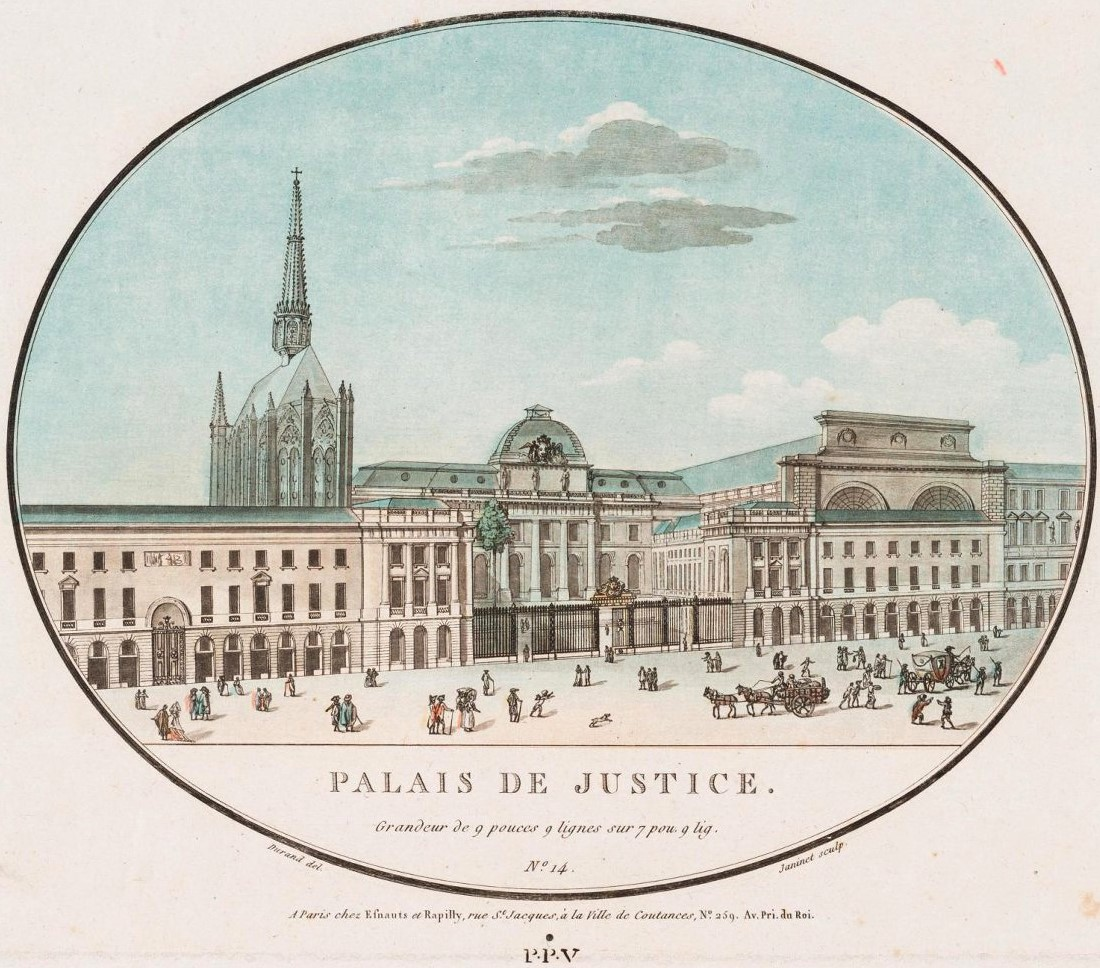
Вид Дворца правосудия, 1780-е гг.

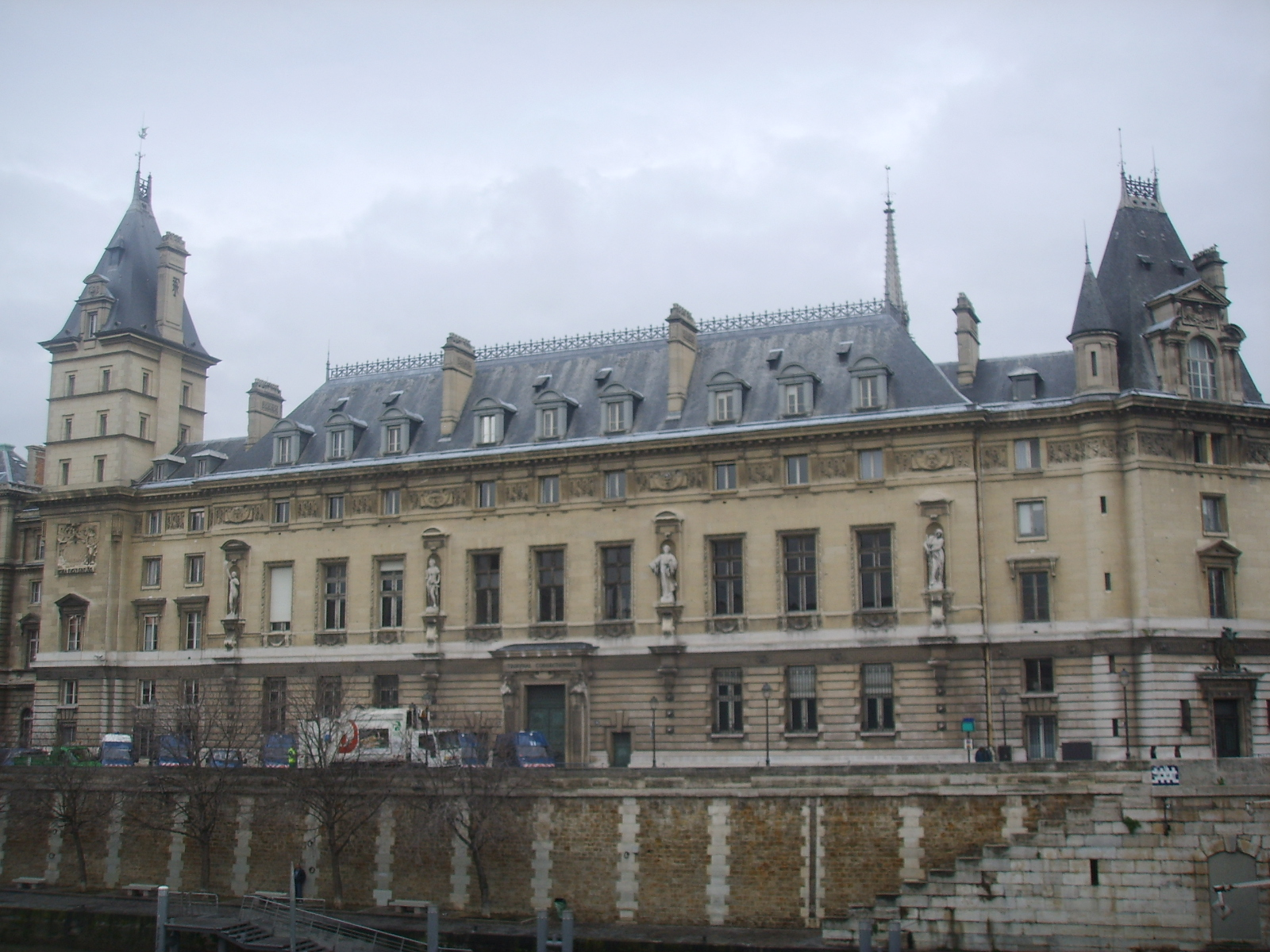
Дворец правосудия, вид с юга

С более древними зданиями, Королевской капеллой (Сент-Шапель) и бывшим королевским замком, позднее тюрьмой, Консьержери, образует архитектурный комплекс, занимающий более трети острова.
Современное здание построено на территории королевского дворца в 1857—1868 годах по проекту архитекторов Жозефа-Луи Дюка и Оноре Доме (сам проект был предложен ещё в 1840-е годы, но отложен из-за революции 1848 года). Фасад дворца был спроектирован в стиле неоренессанса. Здание украшают скульптуры Жана-Мари Боннасьё. В октябре 1868 года состоялось торжественное открытие дворца, возглавляемое бароном Османом. В ночь на 24 мая 1871 года, во время  Парижской коммуны во Дворце правосудия начался пожар. Была разрушена большая часть здания, позднее восстановленная.
До настоящего времени во Дворце продолжают работать французские судебные учреждения, в том числе Кассационный и Апелляционный суды. Парадный вход расположен на восточном фасаде.

### Судебные процессы
Судебные процессы во Франции публичны и нередко привлекают многочисленную публику. Самые громкие процессы во Дворце правосудия:
- 1880 год — процесс над Сарой Бернар за то, что она разорвала пожизненный контракт с Комеди Франсез;
- 1893 год — Панамский скандал;
- 1898 год — политический процесс над Эмилем Золя за его прославленный памфлет «Я обвиняю»;
- 1906 год — оправдание Дрейфуса;
- 1917 год — обвинена в шпионаже и приговорена к смертной казни танцовщица и шпионка Мата Хари;
- 1932 год — за убийство французского президента Поля Думера осуждён на смерть русский эмигрант Павел Горгулов;
- 1945 год — суд над маршалом Петеном за коллаборационизм.